# Smiley Face
Smiley Face è un film del 2007 diretto da Gregg Araki.
Il film è stato presentato nella Quinzaine des Réalisateurs al 60º Festival di Cannes.